# 中国驻几内亚比绍大使馆
中华人民共和国驻几内亚比绍共和国大使馆（葡萄牙語：Embaixada da República Popular da China na República da Guiné-Bissau），简称中国驻几内亚比绍大使馆，是中华人民共和国驻几内亚比绍的外交代表机构。

## 机构设置
中国驻几内亚比绍大使馆设置下列机构：
- 政治处
- 经商处
- 领侨组
- 办公室